# Betty Box
Betty Evelyn Box, OBE (Beckenham, Kent 25 de setembre de 1915 – Chilern, Buckinghamshire, 15 de gener de 1999) va ser una prolífica productora de cinema britànica. Acreditada habitualment com Betty E. Box, és considerada com una de les millors de la seva generació, amb un toc per fer pel·lícules populars, sobretot comèdies.

## Primers anys i carrera
Nascuda a Beckenham, Kent, Anglaterra, inicialment va planejar ser una artista comercial o periodista. Va entrar a la indústria del cinema el 1942, unint-se al seu germà Sydney i a la seva esposa Muriel a Verity Films, on va ajudar a produir més de 200 curts de propaganda durant la guerra. Box va dir:
| « | "Sentar-me al voltant no era bo per a mi, va dir el meu germà i em va demanar que treballés per a ell. Dirigia una organització que feia pel·lícules de formació i reclutament. Vaig anar com a general del cos de gossos i, quan més homes reclutaven, hi havia més oportunitats. Vam treballar a partir de les 7 a.m. fins a les 10 o les 11 de la nit. Vaig aprendre més en aquests dos anys que en deu anys en temps de pau. | » |

Després de la Segona Guerra Mundial, va fer una fàcil transició als llargmetratges, començant per The Years Between (1946).
Quan el seu germà va assumir el control de Gainsborough Pictures aquell any la va nomenar cap de producció als estudis Hoxton a Poole Street on va produir deu pel·lícules durant els dos anys següents. Si bé els pressupostos ajustats i els horaris de rodatge van comprometre la qualitat d'alguns d'ells, d'altres com When the Bough Breaks (1947) van resultar estar entre les pel·lícules més interessants políticament del període. "Tota història que tinc en aquest moment té un assassinat", va dir el 1947. "No és d'estranyar que se m'anomenés 'Bloodthirsty Box'." També era coneguda pel trio de les pel·lícules populars de Huggetts, començant per Here Come the Huggetts (1948) i seguides per Vote for Huggett i The Huggetts Abroad (1949).

## The Rank Organisation
Quan els estudis Gainsborough foren clausurats per Rank el 1949, Box es va traslladar als Pinewood Studios, on va col·laborar amb el director Ralph Thomas en una trentena de pel·lícules.. Van començar fent thrillers com Venetian Bird (1952) però després es van concentrar en la comèdia.
El major èxit de la seva carrera comercialment va ser la sèrie de set pel·lícules Doctor, que va començar amb Doctor in the House (1954) i va acabar amb Doctor in Trouble (1970). Les comèdies contenien una irreverència desagradable, que clarament tocava un acord amb el públic contemporani i va ajudar a fer protagonistes dels joves Dirk Bogarde i Donald Sinden.
Cap al final de la seva carrera, Box va dir que el gènere que preferia era la comèdia:
| « | Podeu valorar el riure. A mi em fa gràcia sortir de fer una pel·lícula, però escoltar a la gent que riu del que hem fet, és fantàstic. Sóc una pessimista natural. Les comèdies són difícils. Podeu fer una bona història d'aventura si teniu diners, bons actors i una bona història (sovint no és un llibre més venut) i sabreu que la pel·lícula us agradarà. La comèdia és més que una cosa instintiva. | » |

## Vida personal
Betty Box va estar casada amb Peter Rogers, productor de la sèrie de pel·lñicules Carry On des del 24 de desembre de 1948 fins a la seva mort. Era el seu segon matrimoni; el primer, amb un pilot durant la guerra, va acabar en divorci.
Box i Rogers no van tenir fills, però el seu afillat va ser l'actor i productor de teatre Marc Sinden, fill de Sir Donald Sinden, que va protagonitzar per a Betty Box entre altres pel·lícules Doctor in the House, Metge a la vista i Mad About Men.
"Hem pres la decisió de no tenir fills", va dir Box el 1973. "No crec que hagués estat una mare gaire bona. Saps que fer una pel·lícula és com tenir un nadó: triguen vuit setmanes a filmar i nou mesos per produir."
Box fou guardonat amb l'OBE el 1958. Va morir a Chiltern, Buckinghamshire als 83 anys de càncer, el 1999. El 2000 es va publicar una autobiografia pòstuma, Lifting the Lid: The Autobiography of Film Producer Betty Box.

## Filmografia selecta

### Gainsborough
- 29 Acacia Avenue (1945) (productora associada)
- The Seventh Veil (1946) (productora associada)
- A Girl in a Million (1946) (productora associada)
- The Years Between (1946) (productora associada – no acreditada)
- Dear Murderer (1947)
- The Upturned Glass (1947) (productora associada)
- When the Bough Breaks (1947)
- Here Come the Huggetts (1948)
- Daybreak (1948) (productora associada)
- The Blind Goddess (1948) (productora executiva)
- Miranda (1948)
- Vote for Huggett (1949)
- Marry Me! (1949) aka I Want to Get Married
- Christopher Columbus (1949)
- It's Not Cricket (1949)
- The Huggetts Abroad (1949)

### Rank
- Don't Ever Leave Me (1949)
- So Long at the Fair (1950)
- The Clouded Yellow (1950)
- Appointment with Venus (1951)
- Venetian Bird (1952) aka The Assassin
- A Day To Remember (1953)
- Mad About Men (1954)
- Doctor in the House (1954)
- Un metge a la Marina (Doctor at Sea) (1955)
- Faldilles d'acer (The Iron Petticoat) (1956)
- Sang a l'asfalt (Checkpoint) (1956)
- Metge a la vista (Doctor at Large) (1957)
- Campbell's Kingdom (1957)
- True as a Turtle (1957) (no acreditada)
- The Wind Cannot Read (1958)
- Una història de dues ciutats (A Tale of Two Cities) (1958)
- The 39 Steps (1959)
- Es busca minyona (Upstairs and Downstairs) (1959)
- Conspiracy of Hearts (1960)
- Doctor in Love (1960)
- No My Darling Daughter (1961)
- No Love for Johnnie (1961)
- A Pair of Briefs (1961)
- The Wild and the Willing (1962)
- Doctor in Distress (1963)
- Un juny massa càlid (Hot Enough for June) (1964)
- Persecució implacable (The High Bright Sun) (1965)
- Doctor in Clover (1966)
- Més perilloses que els homes (Deadlier Than the Male) (1967)
- Nobody Runs Forever (1968)
- Some Girls Do (1969)

### Welbeck Films
- Un metge amb problemes (Doctor in Trouble) (1970)
- Percy (1971)
- Anyone for Sex? (1973) (aka The Love Ban)
- Percy's Progress (1974)

### Altres
- The Olive Tree (1975) (telefilm)

### Pel·lícules inacabades
- Requiem for a Wren (1959) – una història sobre la Segona Guerra Mundial des del punt de vista d'una dona basada en el guió de R. C. Sherriff[15]